# 膳棚大剛
膳棚 大剛（ぜんだな ひろたか、1993年2月14日 - ）は、 日本出身のフィールドホッケー選手。

## 経歴
島根県出身。鳥上ホッケースポーツ少年団、奥出雲町立横田中学校、島根県立横田高等学校を経て、天理大学を卒業する。
2019年、膳棚は、 オーストラリアの新しいホッケーナショナルリーグであるSultana Bran Hockey Oneのアデレードファイアメンズチームでプレーするために契約した。

### シニア代表
膳棚は、2014年にニュージーランドの ウェリントンで行われたテストシリーズで日本代表チームにデビューした。
2018年、膳棚は、ジャカルタでの2018年のアジア大会で代表チームで初メダルを獲得した。 チームは、 ペナルティーシュートアウトでマレーシアを 3-1で破り、 2020年の 東京 オリンピックに出場するために金メダルを獲得した。
膳棚は、2019年のメジャートーナメントで2回目のメダルを獲得し、 2018–19 FIHシリーズファイナルで銅メダルを獲得した 。